# Carolyn Hurless
Carolyn Hurless (24 de noviembre de 1934 - 13 de febrero de 1987) fue una astrónoma estadounidense y ganadora del premio al mérito de la Asociación Estadounidense de Observadores de Estrellas Variables. Ella hizo 78,876 observaciones astronómicas en su vida.

## Vida
Carolyn Hurless nació en Lima, Ohio, el 24 de noviembre de 1934, de Frank R. Klaserner y Charlotte Jane Foster Klaserner. A los 13 años de edad, comenzó a interesarse por la astronomía a través de su amor por la ciencia ficción.  Fue invitada a unirse al Club de Astronomía de Lima por el presidente del club, Herbert Speer, después de ver su nombre en libros de astronomía sacados de la biblioteca. Poco después, Hurless creó su propio telescopio reflector de 8 pulgadas, que tenía una longitud focal muy corta y un conjunto de tubo compacto con un montaje simple que se podía mover fácilmente. Se refirió a su telescopio como "femenino" debido a su facilidad de transporte. Muchas de sus observaciones se hicieron con este mismo telescopio. Casi al mismo tiempo, Hurless comenzó a estudiar con la observadora de AAVSO, Leslie Peltier. Hurless transmitió el conocimiento de Peltier a otros astrónomos al convertirse en mentora y al escribir boletines mensuales. Con el tiempo, ella publicó su propio boletín, Variable Views, durante 22 años. También fue consejera de AAVSO durante dos años y segunda vicepresidenta del Consejo durante seis años.

## Observaciones astronómicas
Hurless hizo casi 79,000 observaciones astronómicas durante su vida. El interés principal de Hurless era trazar mínimos en curvas de luz de LPV que estaban por debajo de una magnitud de 14. Estas observaciones fueron apodadas observaciones de "santuario interno" y fueron el foco de su boletín mensual. Contribuyó con observaciones a un artículo publicado por Bornhurst sobre las diferencias entre las curvas de luz de los eclipses de estrellas individuales. Hurless, junto con Peltier, Cragg, Ford y Bornhurst realizaron 767 observaciones de 29 eclipses individuales, que luego se compilaron en una gráfica de fase compuesta.  Los datos sugirieron un "efecto de reflexión observado raramente antes del eclipse primario y la indicación de un doble mínimo a menudo sospechoso durante el eclipse". Hurless abogó por un truco que llamó "respiración pesada" en un esfuerzo por detectar estrellas variables muy débiles, que aprendió de su mentora, Leslie Peltier. La técnica consistía en hiperventilar a través de la nariz antes de colocar el ojo en el ocular del telescopio. Esto causaría una descarga de oxígeno al cerebro y los ojos, lo que afectaría el estado de alerta mejorado. Luego, mientras escanea el campo, la respiración debe disminuir, aún por la nariz, hasta enfocarse en un objetivo, cuando la respiración debe acelerar nuevamente.

## Boletín Variable Views
El propósito original de Variable Views era servir como un foro donde los observadores pudieran describirse a sí mismos y sus observaciones. El boletín se hizo popular, con una cantidad cada vez mayor de entradas y artículos, que finalmente incluyó la presentación de artículos completos publicados. Los suscriptores eran en su mayoría otros observadores activos que ocasionalmente se reunían en la casa de Hurless para reuniones de verano. Hurless finalmente terminó el boletín porque se volvió demasiado largo, con demasiados suscriptores y los costes de producción se volvieron demasiado onerosos.

## Vida personal
Aparte de ser astrónoma, Hurless era profesora de música a tiempo completo junto con su esposo, Don Hurless. Después de su muerte, Don nunca se volvió a casar y vivió en su casa hasta su muerte el 15 de junio de 2015. 

## Honores y premios
En 1981, Brian Skiff descubrió un asteroide y lo nombró 3434 Hurless en su honor. En 2012, AAVSO también honró a Hurless al lanzar y nombrar sus cuatro programas piloto, Instituto Carolyn Hurless en línea para la educación continua (CHOICE). Estos programas piloto fueron el primer paso hacia la creación de un centro de educación en línea, que fue un objetivo dejado por Hurless.

## Obituario
Mattei, Janet: Carolyn J. Hurless, 1934 - 1987: embajadora entusiasta de AAVSO. Revista de la Asociación Estadounidense de Observadores de la Estrella Variable, vol. 16, n.° 1, pág. 35 - 36.